# Бедая
Бедая (фр. Bédaya) — небольшой город и супрефектура в Чаде, расположенный на территории региона Мандуль. Входит в состав департамента Восточный Мандуль.

## Географическое положение
Город находится в южной части Чада, на левом берегу реки Мандуль, на высоте 508 метров над уровнем моря.
Населённый пункт расположен на расстоянии приблизительно 460 километров к юго-востоку от столицы страны Нджамены.

## Население
По данным официальной переписи 2009 года численность населения Бедаи составляла 22 058 человек (10 780 мужчин и 11 278 женщин). Население супрефектуры по возрастному диапазону распределилось следующим образом: 49,9 % — жители младше 15 лет, 46,7 % — между 15 и 59 годами и 4,4 % — в возрасте 60 лет и старше.

## Транспорт
Ближайший аэропорт расположен в городе Кумра.